# ستان مورتنسن
ستان مورتنسن (بالإنجليزية: Stan Mortensen)‏ (26 مايو 1921 في المملكة المتحدة - 22 مايو 1991 في المملكة المتحدة) هو مدرب كرة قدم ولاعب كرة قدم إنجليزي في مركز الهجوم، شارك في كأس العالم 1950. وشارك مع منتخب إنجلترا لكرة القدم ومنتخب ويلز لكرة القدم. أما مع النوادي، فقد لعب مع نادي أرسنال ونادي بلاكبول ونادي ساوثبورت وهال سيتي وLancaster City F.C. ‏ ونادي باث سيتي.

## وصلات خارجية
- ستان مورتنسن على موقع الاتحاد الدولي (مؤرشف)  (الإنجليزية)
- ستان مورتنسن على موقع قاعدة بيانات كرة القدم.إي يو (الإنجليزية)
- ستان مورتنسن على موقع ناشيونال فوتبول تيمز (الإنجليزية)
- ستان مورتنسن على موقع Soccerbase.com (لاعب) (الإنجليزية)
- ستان مورتنسن على موقع Soccerbase.com (مدرب) (الإنجليزية)
- ستان مورتنسن على موقع عالم كرة القدم.نت (الإنجليزية)